# 아픈성숙
"아픈성숙"은 1980년에 개봉한 대한민국의 영화이다.

## 캐스팅
- 윤상미 : 수진 역
- 유인촌 : 신경호 역
- 윤일봉
- 정혜선
- 노진아
- 김연희
- 손전
- 김신명